# Niederfell
Niederfell is een plaats in de Duitse deelstaat Rijnland-Palts, en maakt deel uit van de Landkreis Mayen-Koblenz.
Niederfell telt 976 inwoners.

## Ligging

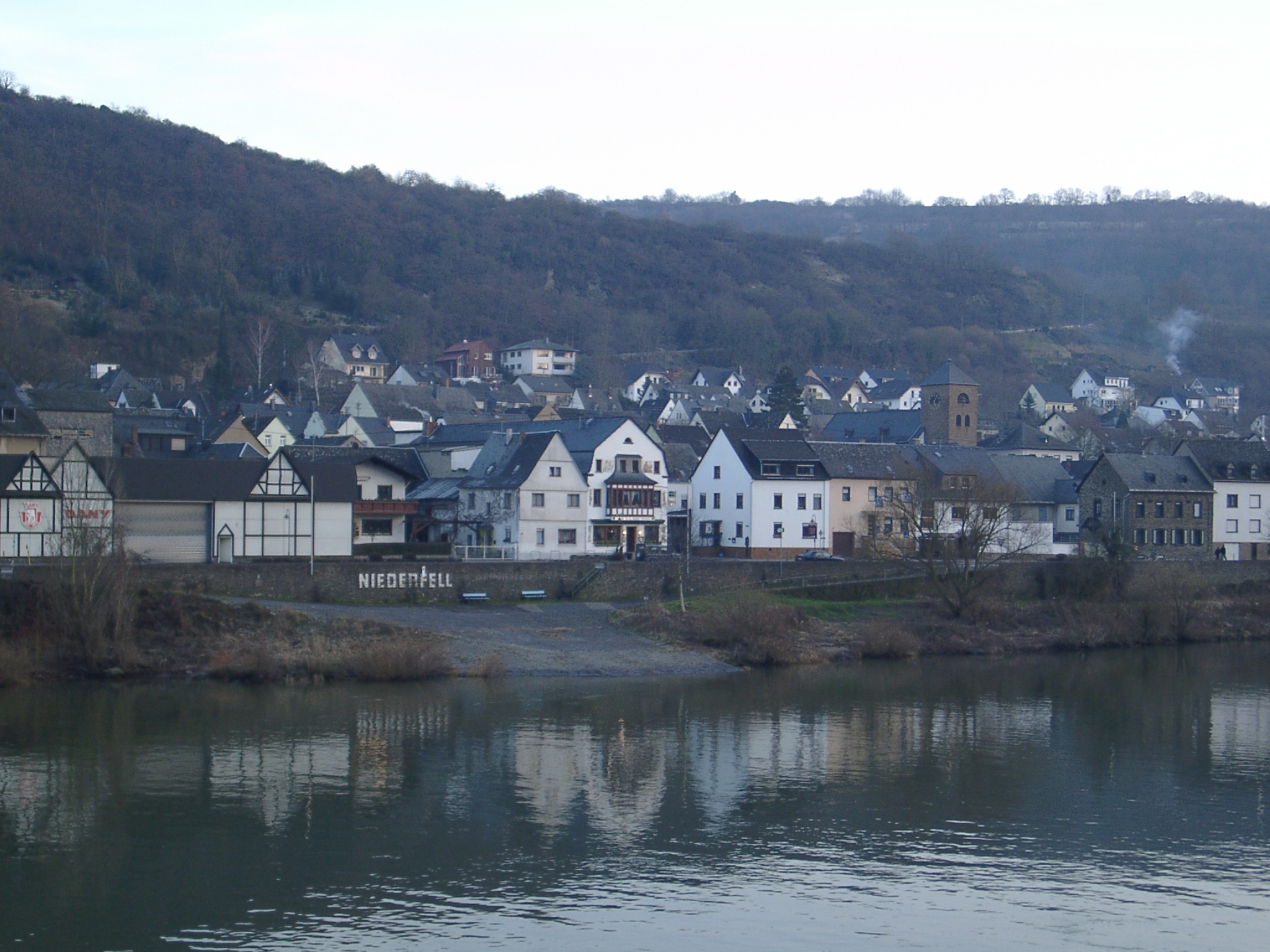
Gezicht op Niederfell vanaf de overkant van de Moezel

Niederfell ligt aan de rechteroever van de Moezel, en aan de langs deze rivier lopende Bundesstraße 49, op 17 kilometer van Koblenz en 33 km van Cochem. Buurdorpen zijn, stroomopwaarts Oberfell en stroomafwaarts Dieblich. Aan de overkant van de Moezel ligt Kobern-Gondorf. Deze laatste plaats is vanuit Niederfell via een brug over de Moezel bereikbaar. Vanuit Kobern-Gondorf, dat een station heeft, kan men per stoptrein naar Koblenz en Trier reizen.

## Geschiedenis
Niederfell wordt voor het eerst schriftelijk vermeld in een document uit het jaar 1030; het bestond toen vermoedelijk reeds 50 jaar. In de Dertigjarige Oorlog (1618-1648) werd het dorp geheel verwoest.

## Economie
Niederfell bestaat grotendeels van de wijnbouw, met name de productie van witte wijn. Sedert 1900 bestaat een groot, door een rooms-katholieke kloosterorde beheerd psychiatrisch ziekenhuis, de belangrijkste bron van werkgelegenheid van het dorp. Dit staat in het tot Niederfell behorende gehucht Kühr. Ook het toerisme is niet zonder belang. Rondom Niederfell zijn verscheidene wandelroutes uitgezet.

## Bestuur
De plaats is een Ortsgemeinde en maakt deel uit van de Verbandsgemeinde Rhein-Mosel.

## Natuur

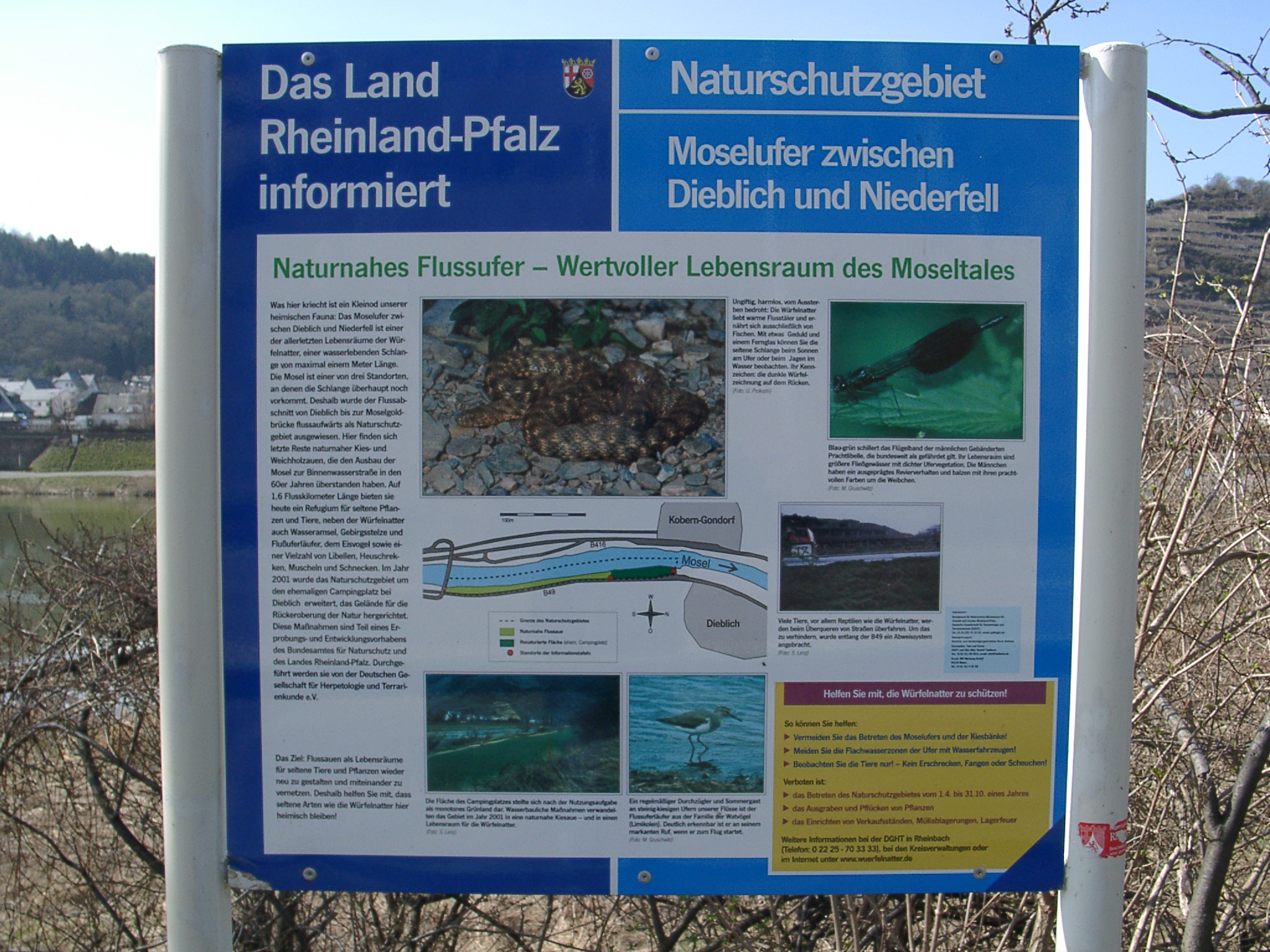
Informatiepaneel in een natuurgebied aan de Moezel, waar dobbelsteenslangen voorkomen

Tussen Niederfell en Dieblich ligt een 11 hectare groot natuurreservaat, dat een van de weinige plekken in Duitsland is, waar de (niet-giftige) dobbelsteenslang voorkomt.
Acht ·
Alken ·
Andernach ·
Anschau ·
Arft ·
Baar ·
Bassenheim ·
Bell ·
Bendorf ·
Bermel ·
Boos ·
Brey ·
Brodenbach ·
Burgen ·
Dieblich ·
Ditscheid ·
Einig ·
Ettringen ·
Gappenach ·
Gering ·
Gierschnach ·
Hatzenport ·
Hausten ·
Herresbach ·
Hirten ·
Kalt ·
Kaltenengers ·
Kehrig ·
Kerben ·
Kettig ·
Kirchwald ·
Kobern-Gondorf ·
Kollig ·
Kottenheim ·
Kretz ·
Kruft ·
Langenfeld ·
Langscheid ·
Lehmen ·
Lind ·
Löf ·
Lonnig ·
Luxem ·
Macken ·
Mayen ·
Mendig ·
Mertloch ·
Monreal ·
Mülheim-Kärlich ·
Münk ·
Münstermaifeld ·
Nachtsheim ·
Naunheim ·
Nickenich ·
Niederfell ·
Niederwerth ·
Nörtershausen ·
Oberfell ·
Ochtendung ·
Pillig ·
Plaidt ·
Polch ·
Reudelsterz ·
Rhens ·
Rieden ·
Rüber ·
Saffig ·
Sankt Johann ·
Sankt Sebastian ·
Siebenbach ·
Spay ·
Thür ·
Trimbs ·
Urbar ·
Urmitz ·
Vallendar ·
Virneburg ·
Volkesfeld ·
Waldesch ·
Weiler ·
Weißenthurm ·
Weitersburg ·
Welling ·
Welschenbach ·
Wierschem ·
Winningen ·
Wolken